# CAF Champions League 2009
Die CAF Champions League 2009 war die 13. Auflage des höchsten afrikanischen Fußballturniers. Sie begann am 30. Januar 2009 mit der Vorrunde und endete am 7. November 2009 mit dem Finalrückspiel. Titelverteidiger war al Ahly Kairo aus Ägypten, das jedoch bereits in der zweiten Runde ausschied. Den Titel gewann Tout Puissant Mazembe aus der Demokratischen Republik Kongo, 40 Jahre nachdem der Verein letztmals im Vorgängerwettbewerb (Afrikanischer Pokal der Landesmeister) siegreich war und 38 Jahre nachdem man zuletzt das Finale erreicht hatte. Erstmals seit 1998 erreichte keine nordafrikanische Mannschaft das Finale und erstmals seit 2004 gewann wieder eine Mannschaft aus dem subsaharischen Afrika den Wettbewerb.

## Vorrunde
Hinspiele vom 30. Januar bis 1. Februar, Rückspiele vom 13. bis 15. Februar.
|                             | Gesamt |                          | Hinspiel | Rückspiel |
| --------------------------- | ------ | ------------------------ | -------- | --------- |
| Primeiro de Agosto          | 7:3    | CARA Brazzaville         | 5:2      | 2:1       |
| Canon Yaoundé               | 2:1    | AS Inter Star            | 1:1      | 1:0       |
| AS Douanes Dakar            | 4:1    | Ports Authority          | 3:1      | 1:0       |
| Kano Pillars                | 2:0    | Elect Sport N’Djamena FC | 2:0      | 0:0       |
| Club Africain Tunis         | –      | SC Bafatá 1              | –        | –         |
| Djoliba AC                  | 4:1    | Casa Sports              | 4:0      | 0:1       |
| Clube Ferroviário de Maputo | 2:3    | Kampala City Council FC  | 2:1      | 0:2       |
| Supersport United           | 8:2    | Curepipe Starlight       | 3:0      | 5:2       |
| Heartland FC                | 10:10  | Monrovia Black Star FC   | 4:0      | 6:1       |
| FAR Rabat                   | 6:2    | Sporting Clube da Praia  | 6:1      | 0:1       |
| Atlético Petróleos Luanda   | 6:0    | Royal Leopards FC        | 3:0      | 3:0       |
| Étoile Filante Ouagadougou  | 4:3    | Heart of Lions           | 2:0      | 2:3       |
| Al-Ahly Tripolis            | 7:2    | AS Police                | 6:0      | 1:2       |
| IZK Khémisset               | –      | Wallidan Banjul 1        | –        | –         |
| ASO Chlef                   | 3:1    | Fello Star               | 1:0      | 2:1       |
| Daring Club Motema Pembe    | 1:3    | AS Mangasport            | 1:2      | 0:1       |
| Monomotapa United FC        | 3:2    | Miembeni SC              | 2:0      | 1:2       |
| Young Africans SC           | 14:10  | Étoile d’Or Mirontsy     | 8:1      | 6:0       |
| Académie Ny Antsika         | 0:6    | US Stade Tamponnaise     | 2 – 2    | 0:6       |
| ZESCO United                | 5:1    | Mathare United           | 2:0      | 3:1       |
| Al-Merrikh Khartum          | 2:1    | ATRACO FC                | 2:1      | 0:0       |

Ein Freilos in der Vorrunde erhielten:
- Africa Sports National
- Ajax Cape Town
- al Ahly Kairo
- Al-Hilal Khartum
- Al-Ittihad
- Asante Kotoko
- ASEC Mimosas
- Cotonsport Garoua
- Étoile Sportive du Sahel
- JS Kabylie
- Tout Puissant Mazembe

Zwei Verbände meldeten ihre Teams erst nach dem vorgegebenen Stichtag an. Diese beiden Teams spielten in einer Zwischenrunde gegeneinander. Der Sieger konnte sich jedoch nur für die Erste Runde qualifizieren, falls ein anderer in der Vorrunde siegreicher Verein zurückzog. Das Hinspiel fand am 22. Februar, das Rückspiel am 8. März 2009 statt.
|                     | Gesamt          |              | Hinspiel | Rückspiel |
| ------------------- | --------------- | ------------ | -------- | --------- |
| SCAF Tocages Bangui | 1:1 (4:5 i. E.) | Akonangui FC | 1:0      | 0:1       |

Da jedoch kein für die erste Runde qualifiziertes Team zurückzog, schied auch der Akonangui FC aus.

## Erste Runde
Hinspiele vom 13. bis 15. März, Rückspiele vom 3. bis 5. April.
|                          | Gesamt          |                            | Hinspiel | Rückspiel |
| ------------------------ | --------------- | -------------------------- | -------- | --------- |
| Primeiro de Agosto       | 1:1 (5:4 i. E.) | Canon Yaoundé              | 0:1      | 1:0 n. V. |
| AS Douanes Dakar         | (a)1:1(a)       | Kano Pillars               | 1:1      | 0:0       |
| Club Africain Tunis      | (a)2:2(a)       | Djoliba AC                 | 1:2      | 1:0       |
| Kampala City Council FC  | 3:2             | Supersport United          | 2:1      | 1:1       |
| Heartland FC             | 4:2             | FAR Rabat                  | 3:1      | 1:1       |
| Tout Puissant Mazembe    | 5:1             | Atlético Petróleos Luanda  | 3:0      | 2:1       |
| ASEC Mimosas             | 3:0             | Étoile Filante Ouagadougou | 2:0      | 1:0       |
| JS Kabylie               | 1:3             | Al-Ahly Tripolis           | 1:2      | 0:1       |
| Asante Kotoko            | (a)3:3(a)       | IZK Khémisset              | 3:1      | 0:2       |
| Étoile Sportive du Sahel | 2:1             | ASO Chlef                  | 2:1      | 0:0       |
| Cotonsport Garoua        | 5:3             | AS Mangasport              | 2:1      | 3:2       |
| Ajax Cape Town           | (a)4:4(a)       | Monomotapa United FC       | 3:2      | 1:2       |
| al Ahly Kairo            | 4:0             | Young Africans SC          | 3:0      | 1:0       |
| Al-Hilal Khartum         | 4:3             | US Stade Tamponnaise       | 3:1      | 1:2       |
| Africa Sports National   | 0:2             | ZESCO United               | 0:0      | 0:2       |
| Al-Ittihad               | 1:4             | Al-Merrikh Khartum         | 1:1      | 0:3       |

## Zweite Runde
Hinspiele vom 17. bis 19. April, Rückspiele vom 1. bis 3. Mai.
|                         | Gesamt    |                          | Hinspiel | Rückspiel |
| ----------------------- | --------- | ------------------------ | -------- | --------- |
| Primeiro de Agosto      | (a)3:3(a) | Al-Hilal Khartum         | 3:1      | 0:2       |
| Kano Pillars            | (a)3:3(a) | al Ahly Kairo            | 1:1      | 2:2       |
| Djoliba AC              | 1:2       | ZESCO United             | 0:0      | 1:2       |
| Kampala City Council FC | 1:2       | Al-Merrikh Khartum       | 0:1      | 1:1       |
| Heartland FC            | 3:2       | Cotonsport Garoua        | 2:1      | 1:1       |
| Tout Puissant Mazembe   | 1:0       | IZK Khémisset            | 1:0      | 0:0       |
| ASEC Mimosas            | 1:2       | Monomotapa United FC     | 1:0      | 0:2       |
| Al-Ahly Tripolis        | 0:2       | Étoile Sportive du Sahel | 0:0      | 0:2       |

Die unterlegenen Mannschaften spielen im CAF Confederation Cup 2009 weiter.

## Gruppenphase

### Gruppe A
| Pl. | Verein             | Sp. | S | U | N | Tore    | Diff. | Punkte |
| --- | ------------------ | --- | - | - | - | ------- | ----- | ------ |
| 1.  | Kano Pillars       | 6   | 3 | 2 | 1 | 010:800 | +2    | 11     |
| 2.  | Al-Hilal Khartum   | 6   | 3 | 1 | 2 | 007:500 | +2    | 10     |
| 3.  | ZESCO United       | 6   | 2 | 2 | 2 | 008:700 | +1    | 08     |
| 4.  | Al-Merrikh Khartum | 6   | 0 | 3 | 3 | 005:100 | −5    | 03     |

| 18. Juli 2009      |     |                    |
| Al-Merrikh Khartum | 0:0 | Al-Hilal Khartum   |
| ZESCO United       | 1:1 | Kano Pillars       |
| 31. Juli 2009      |     |                    |
| Al-Hilal Khartum   | 1:0 | ZESCO United       |
| 1. August 2009     |     |                    |
| Kano Pillars       | 3:1 | Al-Merrikh Khartum |
| 14. August 2009    |     |                    |
| Al-Hilal Khartum   | 2:0 | Kano Pillars       |
| 15. August 2009    |     |                    |
| Al-Merrikh Khartum | 2:3 | ZESCO United       |
| 30. August 2009    |     |                    |
| ZESCO United       | 0:0 | Al-Merrikh Khartum |
| Kano Pillars       | 2:1 | Al-Hilal Khartum   |
| 11. September 2009 |     |                    |
| Al-Hilal Khartum   | 3:1 | Al-Merrikh Khartum |
| 13. September 2009 |     |                    |
| Kano Pillars       | 3:2 | ZESCO United       |
| 19. September 2009 |     |                    |
| ZESCO United       | 2:0 | Al-Hilal Khartum   |
| Al-Merrikh Khartum | 1:1 | Kano Pillars       |

### Gruppe B
| Pl. | Verein                   | Sp. | S | U | N | Tore    | Diff. | Punkte |
| --- | ------------------------ | --- | - | - | - | ------- | ----- | ------ |
| 1.  | Tout Puissant Mazembe    | 6   | 4 | 0 | 2 | 011:400 | +7    | 12     |
| 2.  | Heartland FC             | 6   | 3 | 1 | 2 | 009:500 | +4    | 10     |
| 3.  | Étoile Sportive du Sahel | 6   | 2 | 1 | 3 | 005:700 | −2    | 07     |
| 4.  | Monomotapa United FC     | 6   | 2 | 0 | 4 | 005:140 | −9    | 06     |

| 19. Juli 2009            |     |                          |
| Tout Puissant Mazembe    | 2:0 | Heartland FC             |
| Monomotapa United FC     | 2:1 | Étoile Sportive du Sahel |
| 1. August 2009           |     |                          |
| Étoile Sportive du Sahel | 2:1 | Tout Puissant Mazembe    |
| 2. August 2009           |     |                          |
| Heartland FC             | 3:1 | Monomotapa United FC     |
| 15. August 2009          |     |                          |
| Tout Puissant Mazembe    | 5:0 | Monomotapa United FC     |
| 16. August 2009          |     |                          |
| Heartland FC             | 3:0 | Étoile Sportive du Sahel |
| 29. August 2009          |     |                          |
| Monomotapa United FC     | 0:2 | Tout Puissant Mazembe    |
| Étoile Sportive du Sahel | 0:0 | Heartland FC             |
| 12. September 2009       |     |                          |
| Heartland FC             | 2:0 | Tout Puissant Mazembe    |
| Étoile Sportive du Sahel | 2:0 | Monomotapa United FC     |
| 20. September 2009       |     |                          |
| Monomotapa United FC     | 2:1 | Heartland FC             |
| Tout Puissant Mazembe    | 1:0 | Étoile Sportive du Sahel |

## Halbfinale
Hinspiele am 4. Oktober, Rückspiele am 10. und 18. Oktober.
|                  | Gesamt |                       | Hinspiel | Rückspiel |
| ---------------- | ------ | --------------------- | -------- | --------- |
| Heartland FC     | 5:0    | Kano Pillars          | 4:0      | 1:0       |
| Al-Hilal Khartum | 4:5    | Tout Puissant Mazembe | 2:5      | 2:0       |

## Finale
Hinspiel am 1. November, Rückspiel am 7. November.
|              | Gesamt    |                       | Hinspiel | Rückspiel |
| ------------ | --------- | --------------------- | -------- | --------- |
| Heartland FC | (a)2:2(a) | Tout Puissant Mazembe | 2:1      | 0:1       |